# Don Michael Randel
Don Michael Randel (n. 9 de diciembre de 1940) es un musicólogo estadounidense, especializado en la música de la Edad Media y del Renacimiento en España y Francia.

## Biografía
En la actualidad (2020) Don Michael Randel es presidente del consejo de la Academia Estadounidense de las Artes y las Ciencias, administrador de la Carnegie Corporation y miembro del consejo editorial de la Encyclopædia Britannica. Con anterioridad ha sido presidente de la Fundación Andrew W. Mellon, presidente de la Universidad de Chicago, rector de la Universidad de Cornell y decano de su Facultad de Artes y Ciencias. Fue responsable de las ediciones tercera y cuarta del Harvard Dictionary of Music, del Harvard Biographical Dictionary of Music y del Harvard Concise Dictionary of Music and Musicians.
Randel se formó en la Universidad de Princeton, donde se licenció, obtuvo  su máster y su doctorado en Musicología. Tras completar los estudios en Princeton, Randel se incorporó a la Universidad de Cornell como profesor asistente en 1968. En 1991 aceptó el cargo de decano de la Facultad de Artes y Ciencias, y en 1995 se convirtió en el rector de Cornell.
En julio de 2000, Randel sucedió a Hugo F. Sonnenschein como presidente de la Universidad de Chicago, donde dirigió la «Chicago Initiative», una campaña de captación de capital de 2.000 millones de dólares para consolidar la base financiera de la universidad. También se ocupó de reforzar la labor académica de la universidad en muchas áreas, desde las humanidades y las artes hasta las ciencias físicas y biológicas, e impulsó los esfuerzos para establecer vínculos más fuertes con las organizaciones comunitarias y regionales. En 2005 recibió un premio de 500.000 dólares de la Carnegie Corporation de Nueva York en reconocimiento a su trabajo.
En 2005, Randel dejó la Universidad de Chicago para asumir la presidencia de la Fundación Mellon, puesto en el que permaneció desde 2006 hasta 2013.